# 鹿児島県歴史・美術センター黎明館

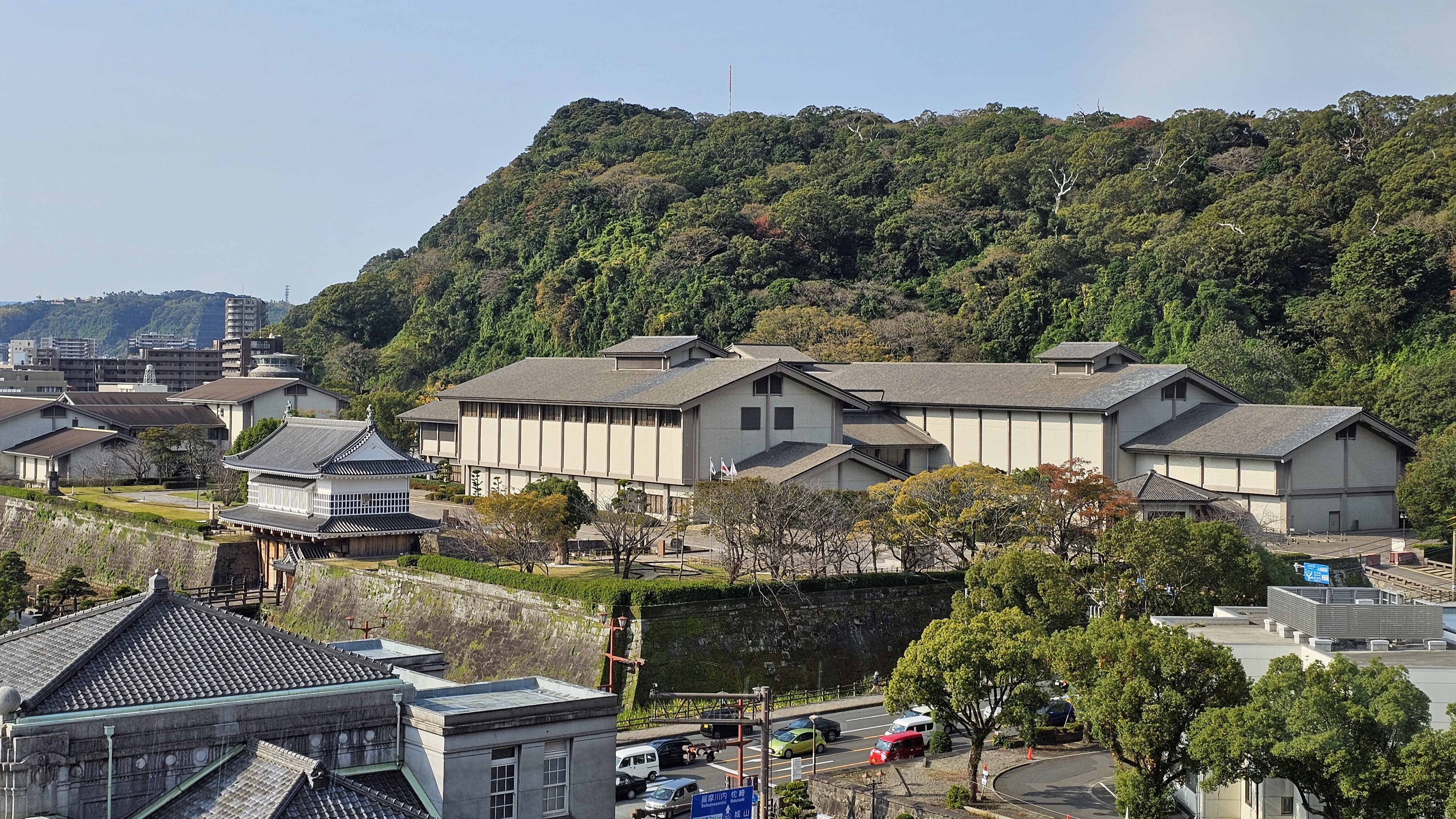
施設全景（かごしま県民交流センターから撮影）

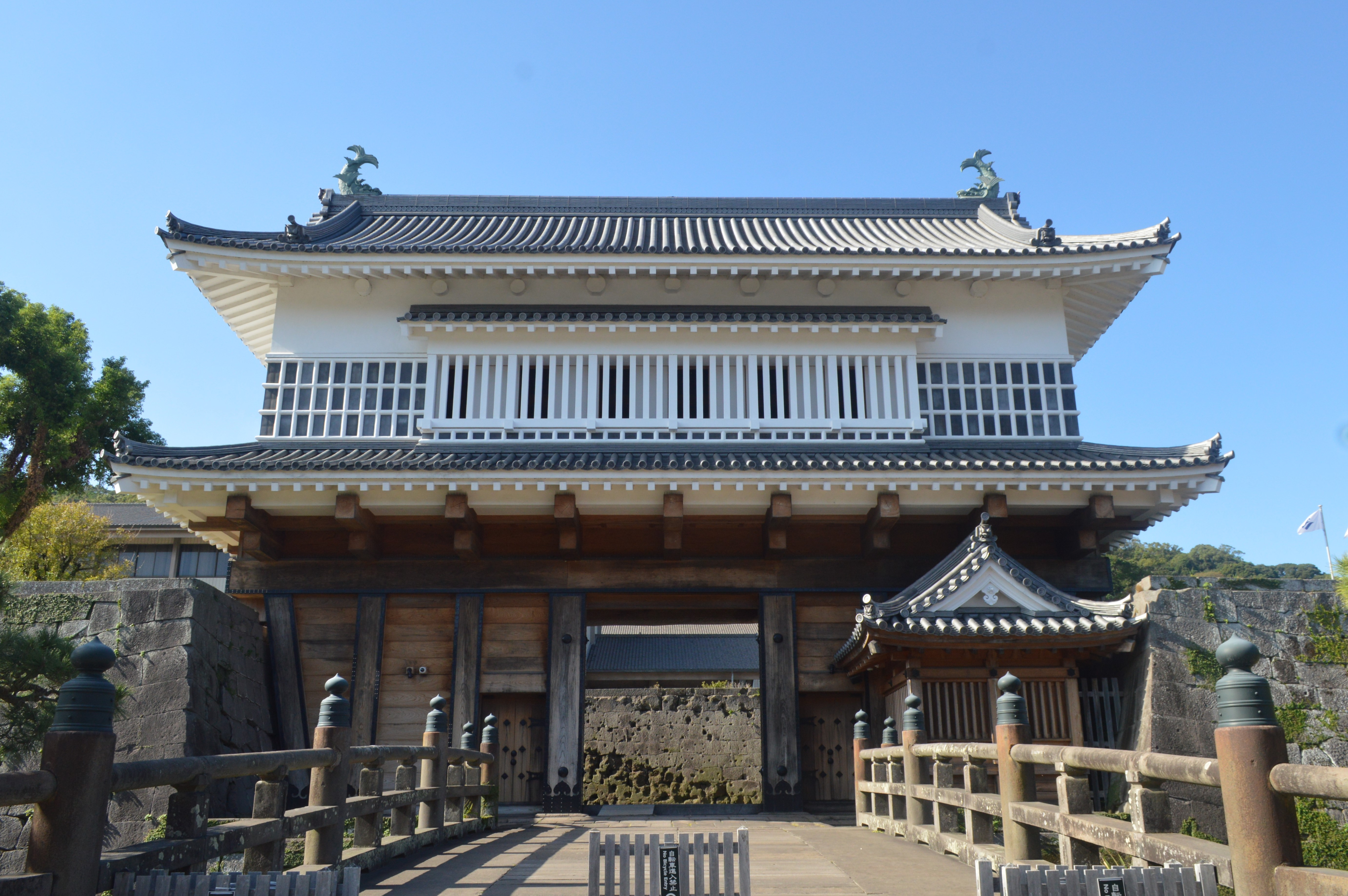
敷地入口にある御楼門（復元）

鹿児島県歴史・美術センター黎明館（かごしまけんれきしびじゅつセンターれいめいかん）は、鹿児島県鹿児島市城山町にある資料館である。1983年（昭和58年）10月開館。
島津氏の居城であった鶴丸城跡に建っている。近隣には西郷銅像、鹿児島県立博物館、鹿児島県立図書館、鹿児島市立美術館、かごしま近代文学館・かごしまメルヘン館などがあり、「かごしま文化ゾーン」を形成している。2020年（令和4年）4月以前の名称は鹿児島県歴史資料センター黎明館。

## 沿革
- 1983年（昭和58年） - 鹿児島県歴史資料センター黎明館として開館[1][2]。
- 1990年（平成2年） - 常設展入館者100万人達成[1]。
- 1996年（平成8年）10月 - 常設展示を全面リニューアル[2]。
- 2003年（平成15年） - 常設展入館者200万人達成[1]。
- 2013年（平成25年） - 常設展入館者250万人達成[1]。
- 2019年（令和元年）7月 - 展示などをリニューアル[2]。
- 2020年（令和2年）4月 - 鹿児島県歴史・美術センター黎明館に改称[2]。

## 展示

### 常設展示
テーマ展示
鹿児島の歴史を「原始・古代」、「中世」、「近世」、「近・現代」の4つに分け、政治・社会史を中心に編年的に展示している。
部門別展示
「歴史」、「民俗」、「美術・工芸」の3つの部門に分け、実物を用いながら展示している。
無料ゾーン
3階に県勢コーナー、郷土情報ライブラリー、映像ライブラリー、体験学習室があり、無料で利用できる。
屋外展示

### 特別展示
1、2階に計3部屋（うち2部屋は各600m2、1部屋は340m2）の特別展示室がある。

### その他の施設
- サロン・喫茶ルーム（1階）
- ミュージアムショップ（1階）
- レストラン（1階）
- 講堂（2階、245席）
- 茶室「楠芳亭（なんぽうてい）」（屋外）

## 『鹿児島県史料』
鹿児島県に関する資史料を県内のみならず県外からも収集し、『鹿児島県史料』として刊行を続けている。

## 交通アクセス
- 鹿児島市営バス、鹿児島交通、南国交通、JR九州バス「市役所前」バス停より徒歩約5分
- 鹿児島市電「市役所前」電停より徒歩約5分
- 駐車場あり